# Neem

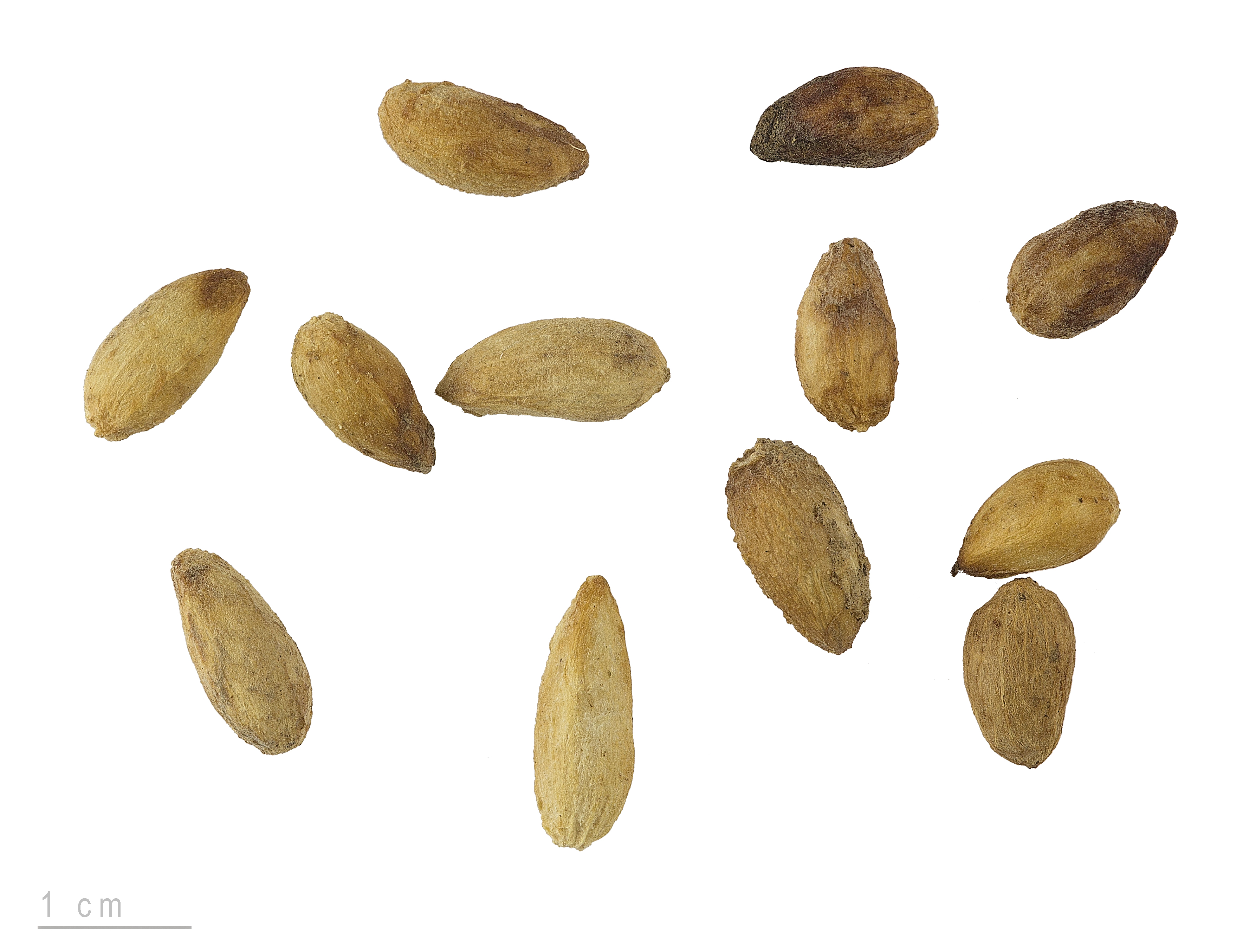
Azadirachta indica

Neem, eller nim-träd, (Azadirachta indica) är ett träd inom mahognyfamiljen, som beskrevs av den franske botanikern Adrien de Jussieu 1830.
Neem används för medicinska syften inom homeopati och ayurveda. Många olika delar av växten används i alternativmedicin, som löven, grenarna, barken, fröerna och fröoljan, för att behandla allt från feber till tandproblem.
Växten har blivit omtalad även i västerländska samhällen och falska påståenden om att neem skulle kunna hjälpa mot coronaviruset har cirkulerat. Neem är däremot inte godkänt som läkemedel och Europeiska myndigheten för livsmedelssäkerhet anger att extrakt från bladen och kärnorna har orsakat infertilitet, minskad fertilitet och missfall i djurstudier samt att extraktet ofta används som preventivmedel av kvinnor i Indien.
Nimträdet är ett av de mer ekonomiskt omdiskuterade träden/trädslagen i tropikerna. Det härstammar från Sydasien, Pakistan till Malaysia och anses ha en mängd nyttiga egenskaper, exempelvis som ett snabbväxande (ädelt) hårdvedsträd. På åtta år kan en planta växa upp till en grov och rak stam. Vanligare snabbväxande trädslag brukar ha mjuk ved.
En annan viktig egenskap är att trädet är giftigt för många olika insekter på olika sätt. Dessa gifter verkar även på mikrober som skulle kunna skada veden. 
Azadiraktin är ett insektsmedel som utvinns ur neemträdets frön och är godkänt för användning i ekologiskt jordbruk i Sverige. De flesta bekämpningsmedel som är godkända i ekologisk produktion är helt ofarliga för människor eller medför låga risker, medan azadiraktin är ett av fyra ämnen som är godkända trots att de är giftiga för människor.
Linné beskrev och namngav detta träd 1753: Melia azadirachta. Det äldre namnet är mycket likt namnet på den besläktade växten Melia azedarach.